# Fractured (Capharnaum)
Fractured è un album del gruppo technical death metal Capharnaum, pubblicato nel 2004.

## Tracce
1. Ingrained – 3:50
2. Fractured – 3:52
3. Perpetuate Catatonia – 2:54
4. Machines – 1:59
5. Icon of Malice – 4:19
6. Reins of Humanity – 3:30
7. The Scourge Trial – 2:27
8. Refusal – 6:45

## Formazione
- Matt Heafy - voce
- Jason Suecof - chitarra, voce (tracce 4 e 5)
- Daniel Mongrain - chitarra
- Mike Poggione - basso
- Jordan Suecof - batteria